# Plumularia variabilis
Plumularia variabilis är en nässeldjursart som beskrevs av Quelch 1885. Plumularia variabilis ingår i släktet Plumularia och familjen Plumulariidae. Inga underarter finns listade i Catalogue of Life.